# Camponotus koseritzi
Camponotus koseritzi é uma espécie de inseto do gênero Camponotus, pertencente à família Formicidae.